# Nicole Billa
Pour les articles homonymes, voir Billa.
Nicole Billa, née le 5 mars 1996 à Kufstein, est une footballeuse autrichienne jouant au poste d'attaquante. Elle évolue au VFB Suttgart  au sein du championnat d'Allemagne féminin, et avec l'équipe nationale d'Autriche.

## Biographie

### En club
Nicole Billa commence le football à l'âge de cinq ans au SV Angerberg.
Elle rejoint le SKN St. Pölten en 2013, et remporte la coupe d'Autriche dès sa première saison au club, terminant deuxième en championnat et découvrant la Ligue des Champions (élimination au premier tour face au Torres Calcio, malgré un doublé de Billa).
Elle découvre le championnat d'Allemagne féminin de football en signant au TSG Hoffenheim pour la saison 2015-2016. Son contrat actuel court jusqu'en 2024.
En 2019, elle est élue footballeuse autrichienne de l'année et obtient également cette distinction en 2021. 
Lors de la saison 2020-2021, elle termine meilleure buteuse du championnat allemand avec 23 réalisations en 21 matches et porte son club en Ligue des Champions.

### En équipe nationale
Après des sélections avec les moins de 17 ans et les moins de 19 ans, elle est appelée pour la première fois en sélection A en 2013, à l'âge de 17 ans.
Avec l'Autriche, elle participe à l'Euro 2017 en tant que titulaire. L'équipe atteint les demi-finales, mais chute contre le Danemark, Nicole Billa se blessant en début de rencontre.

### En kick-boxing
Nicole Billa remporte trois titres mondiaux et européens de kick-boxing dans les catégories de jeunes, avant d'abandonner les arts martiaux pour se concentrer sur le football.

## Palmarès

### En club
SKN St. Pölten
- Championnat d'Autriche (1) : 2015
- Coupe d'Autriche (2) : 2014 et 2015

### Distinctions individuelles
- Meilleure buteuse du championnat d'Autriche : 2013-2014
- Meilleure buteuse du championnat d'Allemagne : 2020-2021
- Footballeuse autrichienne de l'année : 2019 et 2021

## Statistiques en club
| Saison                | Club                  | Championnat           | Championnat | Championnat | Coupe(s) nationale(s) | Coupe(s) nationale(s) | Compétition(s) continentale(s) | Compétition(s) continentale(s) | Compétition(s) continentale(s) | Total | Total |
| Saison                | Club                  | Division              | M.          | B.          | M.                    | B.                    | Comp.                          | M.                             | B.                             | M.    | B.    |
| 2011-2012             | FC Wacker Innsbruck   | Frauen-Bundesliga     | 15          | 15          | 5                     | 14                    | -                              | -                              | -                              | 20    | 29    |
| 2012-2013             | FC Wacker Innsbruck   | Frauen-Bundesliga     | 17          | 18          | 3                     | 3                     | -                              | -                              | -                              | 20    | 21    |
| Sous-total            | Sous-total            | Sous-total            | 32          | 33          | 8                     | 17                    | -                              | -                              | -                              | 40    | 50    |
| 2013-2014             | SKN St. Pölten        | Frauen-Bundesliga     | 17          | 24          | 4                     | 8                     | LdC                            | 2                              | 2                              | 23    | 34    |
| 2014-2015             | SKN St. Pölten        | Frauen-Bundesliga     | 13          | 22          | 4                     | 6                     | -                              | -                              | -                              | 17    | 28    |
| Sous-total            | Sous-total            | Sous-total            | 30          | 46          | 8                     | 14                    | -                              | 2                              | 2                              | 40    | 62    |
| 2015-2016             | TSG Hoffenheim        | Frauen-Bundesliga     | 19          | 6           | 2                     | 1                     | -                              | -                              | -                              | 21    | 7     |
| 2016-2017             | TSG Hoffenheim        | Frauen-Bundesliga     | 21          | 3           | 2                     | 0                     | -                              | -                              | -                              | 23    | 3     |
| 2017-2018             | TSG Hoffenheim        | Frauen-Bundesliga     | 15          | 3           | 2                     | 0                     | -                              | -                              | -                              | 17    | 3     |
| 2018-2019             | TSG Hoffenheim        | Frauen-Bundesliga     | 20          | 9           | 4                     | 5                     | -                              | -                              | -                              | 24    | 14    |
| 2019-2020             | TSG Hoffenheim        | Frauen-Bundesliga     | 22          | 18          | 2                     | 1                     | -                              | -                              | -                              | 24    | 19    |
| 2020-2021             | TSG Hoffenheim        | Frauen-Bundesliga     | 21          | 23          | 2                     | 2                     | -                              | -                              | -                              | 23    | 25    |
| Sous-total            | Sous-total            | Sous-total            | 118         | 62          | 14                    | 9                     | -                              | -                              | -                              | 132   | 71    |
| Total sur la carrière | Total sur la carrière | Total sur la carrière | 180         | 141         | 30                    | 40                    | -                              | 2                              | 2                              | 212   | 183   |

## Vie privée
Parallèlement à sa carrière sportive, Nicole Billa travaille à temps partiel comme institutrice dans une école maternelle.